# Villeneuve-la-Rivière
Villeneuve-la-Rivière é uma comuna francesa na região administrativa da Occitânia, no departamento dos Pirenéus Orientais. Estende-se por uma área de 4.38 km², com 1.359 habitantes, segundo o censo de 2018, com uma densidade de 310 hab/km².